# Lista de cidades em Portugal por data de criação
Esta é uma lista de cidades portuguesas ordenadas pela data da sua criação.

## Cidades antigas
| Brasão | Cidade  | Data de elevação a cidade |
| ------ | ------- | --- |
|        | Braga   | Anterior à nacionalidade; fundação romana no ano 14 a.C. como Bracara Augusta |
|        | Coimbra | Anterior à nacionalidade; tomada definitivamente aos mouros por Fernando I de Leão em 24 de Julho de 1064 |
|        | Évora   | Anterior à nacionalidade; refundada pelos romanos como Ebora Cerealis e depois Liberalitas Julia sobre um povoado celta em 27 a.C.; tomada definitivamente aos mouros por Geraldo Sem-Pavor em 1165                                                                                              |
|        | Lamego  | Anterior à nacionalidade; tomada definitivamente aos mouros por Fernando I de Leão em 29 de Novembro de 1057 |
|        | Lisboa  | Anterior à nacionalidade; Habitada desde 1200 A.C. pelos Fenícios embora que existam vestígios que levam a crer que Lisboa teria acampamentos nomadas desde 2500 A.C. tomada definitivamente aos mouros por Afonso I de Portugal com o auxílio de uma frota de cruzados em 25 de Outubro de 1147 |
|        | Porto   | Anterior à nacionalidade; definitivamente conquistada numa acção de presúria levada a cabo por Vímara Peres em 868 |
|        | Silves  | Anterior à nacionalidade; foi reconquistada definitivamente aos mouros em 1246 |
|        | Viseu   | Anterior à nacionalidade; tomada definitivamente aos mouros por Fernando I de Leão em 1057 |

## Idade Média

### Reinado deD. Sancho I
| Brasão | Cidade | Data de elevação a cidade                                                                                        |
| ------ | ------ | --- |
|        | Guarda | 27 de Novembro de 1199 (foral de Sancho I de Portugal, substituindo a sede da diocese da Egitânia para a Guarda) |

## Idade Moderna

### Reinado deD. Afonso V
| Brasão | Cidade   | Data de elevação a cidade |
| ------ | -------- | ------------------------- |
|        | Bragança | 20 de Fevereiro de 1464   |

### Reinado deD. Manuel I
| Brasão | Cidade  | Data de elevação a cidade |
| ------ | ------- | ------------------------- |
|        | Funchal | 21 de Agosto de 1508      |
|        | Elvas   | 3 de Abril de 1513        |
|        | Tavira  | 16 de Março de 1520       |
|        | Beja    | 10 de Abril de 1521       |

### Reinado deD. João III
| Brasão | Cidade                                | Data de elevação a cidade |
| ------ | ------------------------------------- | ------------------------- |
|        | Angra do Heroísmo                     | 21 de Agosto de 1534      |
|        | Faro                                  | 7 de Setembro de 1540     |
|        | Leiria                                | 13 de Junho de 1545       |
|        | Miranda do Douro (Miranda de l Douro) | 10 de Julho de 1545       |
|        | Ponta Delgada                         | 2 de Abril de 1546        |
|        | Portalegre                            | 23 de Maio de 1550        |

### Reinado deD. Sebastião
| Brasão | Cidade | Data de elevação a cidade |
| ------ | ------ | ------------------------- |
|        | Lagos  | 27 de Janeiro de 1573     |

### Reinado deD. João V
| Brasão | Cidade           | Data de elevação a cidade                                                    |
| ------ | ---------------- | ---------------------------------------------------------------------------- |
|        | Lisboa Ocidental | 15 de Janeiro de 1717 (reunida com Lisboa Oriental em 31 de Agosto de 1741)  |
|        | Lisboa Oriental  | 15 de Janeiro de 1717 (reunida com Lisboa Ocidental em 31 de Agosto de 1741) |

### Reinado deD. José I
| Brasão | Cidade         | Data de elevação a cidade                                                                                    |
| ------ | -------------- | --- |
|        | Aveiro         | 11 de Abril de 1759                                                                                          |
|        | Penafiel       | 3 de Março de 1770                                                                                           |
|        | Pinhel         | 25 de Agosto de 1770                                                                                         |
|        | Castelo Branco | 20 de Março de 1771                                                                                          |
|        | Portimão       | 16 de Janeiro de 1773 (reverteu ao seu anterior estatuto de vila após a morte do rei, em 31 de Maio de 1777) |

## Monarquia Constitucional

### Regência deD. Pedro, Duque de Bragança
| Brasão | Cidade | Data de elevação a cidade |
| ------ | ------ | ------------------------- |
|        | Horta  | 4 de Julho de 1833        |

### Reinado deD. Maria II
| Brasão | Cidade           | Data de elevação a cidade |
| ------ | ---------------- | ------------------------- |
|        | Tomar            | 12 de Fevereiro de 1844   |
|        | Viana do Castelo | 20 de Janeiro de 1848     |
|        | Guimarães        | 23 de Junho de 1853       |

### Reinado deD. Pedro V
| Brasão | Cidade  | Data de elevação a cidade |
| ------ | ------- | ------------------------- |
|        | Setúbal | 19 de Abril de 1860       |

### Reinado deD. Luís I
| Brasão | Cidade          | Data de elevação a cidade |
| ------ | --------------- | ------------------------- |
|        | Santarém        | 24 de Dezembro de 1868    |
|        | Covilhã         | 20 de Outubro de 1870     |
|        | Figueira da Foz | 20 de Setembro de 1882    |

## I República
| Brasão | Cidade    | Data de elevação a cidade |
| ------ | --------- | ------------------------- |
|        | Abrantes  | 14 de Junho de 1916       |
|        | Portimão  | 11 de Dezembro de 1924    |
|        | Vila Real | 20 de Julho de 1925       |

## II República

### Ditadura Militar
| Brasão | Cidade           | Data de elevação a cidade |
| ------ | ---------------- | ------------------------- |
|        | Estremoz         | 31 de Agosto de 1926      |
|        | Caldas da Rainha | 26 de Agosto de 1927      |
|        | Barcelos         | 6 de Setembro de 1928     |
|        | Chaves           | 18 de Março de 1929       |

### Estado Novo
| Brasão | Cidade          | Data de elevação a cidade |
| ------ | --------------- | ------------------------- |
|        | Almada          | 16 de Junho de 1973       |
|        | Espinho         | 16 de Junho de 1973       |
|        | Póvoa de Varzim | 16 de Junho de 1973       |

## III República

### Década de 1970
| Brasão | Cidade        | Data de elevação a cidade |
| ------ | ------------- | ------------------------- |
|        | Torres Vedras | 3 de Fevereiro de 1979    |
|        | Amadora       | 11 de Setembro de 1979    |

### Década de 1980
| Brasão | Cidade                     | Data de elevação a cidade |
| ------ | -------------------------- | ------------------------- |
|        | Praia da Vitória           | 20 de Junho de 1981       |
|        | Ribeira Grande             | 29 de Junho de 1981       |
|        | Barreiro                   | 28 de Junho de 1984       |
|        | Matosinhos                 | 28 de Junho de 1984       |
|        | Mirandela                  | 28 de Junho de 1984       |
|        | Oliveira de Azeméis        | 28 de Junho de 1984       |
|        | Ovar                       | 28 de Junho de 1984       |
|        | São João da Madeira        | 28 de Junho de 1984       |
|        | Vila Franca de Xira        | 28 de Junho de 1984       |
|        | Vila Nova de Gaia          | 28 de Junho de 1984       |
|        | Águeda                     | 14 de Agosto de 1985      |
|        | Amarante                   | 14 de Agosto de 1985      |
|        | Montijo                    | 14 de Agosto de 1985      |
|        | Olhão da Restauração       | 14 de Agosto de 1985      |
|        | Peso da Régua              | 14 de Agosto de 1985      |
|        | Ponte de Sor               | 14 de Agosto de 1985      |
|        | Rio Maior                  | 14 de Agosto de 1985      |
|        | Santa Maria da Feira       | 14 de Agosto de 1985      |
|        | Santo Tirso                | 14 de Agosto de 1985      |
|        | Torres Novas               | 14 de Agosto de 1985      |
|        | Vila Nova de Famalicão     | 14 de Agosto de 1985      |
|        | Albufeira                  | 23 de Agosto de 1986      |
|        | Fafe                       | 23 de Agosto de 1986      |
|        | Maia                       | 23 de Agosto de 1986      |
|        | Mangualde                  | 23 de Agosto de 1986      |
|        | Seia                       | 23 de Agosto de 1986      |
|        | Gouveia                    | 1 de Fevereiro de 1988    |
|        | Loulé                      | 1 de Fevereiro de 1988    |
|        | Moura                      | 1 de Fevereiro de 1988    |
|        | Peniche                    | 1 de Fevereiro de 1988    |
|        | Tondela                    | 1 de Fevereiro de 1988    |
|        | Vila do Conde              | 1 de Fevereiro de 1988    |
|        | Fundão                     | 19 de Abril de 1988       |
|        | Marinha Grande             | 19 de Abril de 1988       |
|        | Montemor-o-Novo            | 19 de Abril de 1988       |
|        | Vila Real de Santo António | 19 de Abril de 1988       |

### Década de 1990
| Brasão | Cidade                     | Data de elevação a cidade |
| ------ | -------------------------- | ------------------------- |
|        | Alverca do Ribatejo        | 9 de Agosto de 1990       |
|        | Ílhavo                     | 9 de Agosto de 1990       |
|        | Loures                     | 9 de Agosto de 1990       |
|        | Ermesinde                  | 10 de Agosto de 1990      |
|        | Felgueiras                 | 10 de Agosto de 1990      |
|        | Odivelas                   | 10 de Agosto de 1990      |
|        | Valongo                    | 10 de Agosto de 1990      |
|        | Almeirim                   | 16 de Agosto de 1991      |
|        | Cantanhede                 | 16 de Agosto de 1991      |
|        | Entroncamento              | 16 de Agosto de 1991      |
|        | Gondomar                   | 16 de Agosto de 1991      |
|        | Ourém                      | 16 de Agosto de 1991      |
|        | Paredes                    | 16 de Agosto de 1991      |
|        | Pombal                     | 16 de Agosto de 1991      |
|        | Santiago do Cacém          | 16 de Agosto de 1991      |
|        | Amora                      | 2 de Julho de 1993        |
|        | Esmoriz                    | 2 de Julho de 1993        |
|        | Esposende                  | 2 de Julho de 1993        |
|        | Marco de Canaveses         | 2 de Julho de 1993        |
|        | Oliveira do Hospital       | 2 de Julho de 1993        |
|        | Paços de Ferreira          | 2 de Julho de 1993        |
|        | Seixal                     | 2 de Julho de 1993        |
|        | Trofa                      | 2 de Julho de 1993        |
|        | Vale de Cambra             | 2 de Julho de 1993        |
|        | Vendas Novas               | 2 de Julho de 1993        |
|        | Alcobaça                   | 30 de Agosto de 1995      |
|        | Cartaxo                    | 30 de Agosto de 1995      |
|        | Lixa                       | 30 de Agosto de 1995      |
|        | Rio Tinto                  | 30 de Agosto de 1995      |
|        | Câmara de Lobos            | 2 de Agosto de 1996       |
|        | Machico                    | 2 de Agosto de 1996       |
|        | Santa Cruz                 | 2 de Agosto de 1996       |
|        | Vila Baleira (Porto Santo) | 2 de Agosto de 1996       |
|        | Sacavém                    | 4 de Junho de 1997        |
|        | Alcácer do Sal             | 12 de Julho de 1997       |
|        | Fátima                     | 12 de Julho de 1997       |
|        | Sines                      | 12 de Julho de 1997       |
|        | Vila Nova de Foz Côa       | 12 de Julho de 1997       |
|        | Queluz                     | 24 de Julho de 1997       |
|        | Vizela                     | 1 de Setembro de 1998     |
|        | Macedo de Cavaleiros       | 24 de Junho de 1999       |
|        | Póvoa de Santa Iria        | 24 de Junho de 1999       |
|        | Quarteira                  | 24 de Junho de 1999       |
|        | Santa Comba Dão            | 24 de Junho de 1999       |
|        | Valpaços                   | 24 de Junho de 1999       |

### Década de 2000
| Brasão | Cidade                   | Data de elevação a cidade |
| ------ | ------------------------ | ------------------------- |
|        | Santana                  | 1 de Janeiro de 2001      |
|        | Agualva-Cacém            | 12 de Julho de 2001       |
|        | Fiães                    | 12 de Julho de 2001       |
|        | Freamunde                | 12 de Julho de 2001       |
|        | Gafanha da Nazaré        | 12 de Julho de 2001       |
|        | Lagoa (Algarve)          | 12 de Julho de 2001       |
|        | Lourosa                  | 12 de Julho de 2001       |
|        | São Mamede de Infesta    | 12 de Julho de 2001       |
|        | Gandra                   | 26 de Agosto de 2003      |
|        | Mealhada                 | 26 de Agosto de 2003      |
|        | Oliveira do Bairro       | 26 de Agosto de 2003      |
|        | Rebordosa                | 26 de Agosto de 2003      |
|        | São Salvador de Lordelo  | 26 de Agosto de 2003      |
|        | Serpa                    | 26 de Agosto de 2003      |
|        | Vila Nova de Santo André | 26 de Agosto de 2003      |
|        | Anadia                   | 9 de Dezembro de 2004     |
|        | Costa da Caparica        | 9 de Dezembro de 2004     |
|        | Estarreja                | 9 de Dezembro de 2004     |
|        | Mêda                     | 9 de Dezembro de 2004     |
|        | Reguengos de Monsaraz    | 9 de Dezembro de 2004     |
|        | Sabugal                  | 9 de Dezembro de 2004     |
|        | Tarouca                  | 9 de Dezembro de 2004     |
|        | Trancoso                 | 9 de Dezembro de 2004     |
|        | Valbom                   | 9 de Dezembro de 2004     |
|        | Caniço                   | 9 de Junho de 2005        |
|        | Borba                    | 12 de Junho de 2009       |
|        | Samora Correia           | 12 de Junho de 2009       |
|        | São Pedro do Sul         | 12 de Junho de 2009       |
|        | Senhora da Hora          | 12 de Junho de 2009       |
|        | Valença do Minho         | 12 de Junho de 2009       |

### Década de 2010
| Brasão | Cidade             | Data de elevação a cidade |
| ------ | ------------------ | ------------------------- |
|        | Alfena             | 6 de Abril de 2011        |
|        | Albergaria-a-Velha | 6 de Abril de 2011        |
|        | Lagoa (Açores)     | 22 de Março de 2012       |
|        | Mogadouro          | 13 de março de 2025       |